# 吉住慈恭

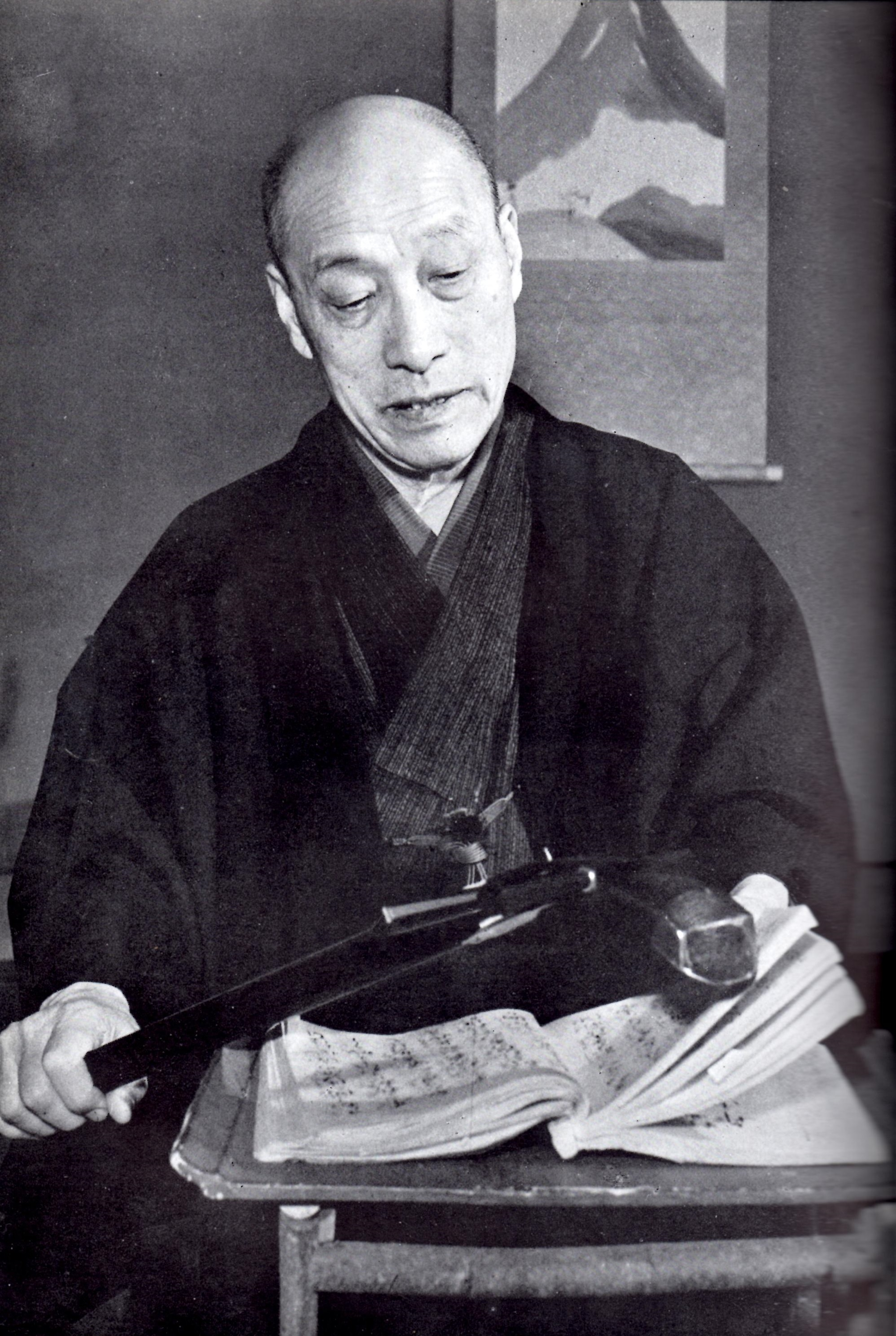
四代目吉住小三郎

吉住 慈恭（よしずみ じきょう、明治9年（1876年）12月15日 - 昭和47年（1972年）2月27日）は、長唄唄方、四代目 吉住小三郎。重要無形文化財保持者（人間国宝）、文化勲章受章者、文化功労者。東京都新宿生まれ。

## 経歴
東京都新宿の生まれ。吉住勘四郎の子。幼名は長次郎。三代目の義弟で、のちその養子となる。明治22年（1889年）12月に四代目吉住小三郎を襲名。翌年から十二代目杵屋六左衛門一門に属して歌舞伎座に出演する。明治26年（1893年）5月には九代目市川團十郎の『勧進帳』を務めたが、事情あって退座。その後は日本橋浜町の明治座や赤坂溜池の演伎座に出演し、意気投合した五代目尾上菊五郎や五代目市川新蔵の舞台を務めたが、新蔵の早世後は舞台出演が減る。明治35年（1902年）に三代目杵屋六四郎（後の二代目稀音家浄観）とともに長唄研精会を組織しそこで新曲を発表に傾注、それまで歌舞伎に附属する音楽の域を出なかった長唄を独立した演奏会用音楽にまで高めた。
昭和4年（1929年）には東京音楽学校の長唄科（選科）の講師、昭和11年（1936年）に音楽学校の選科が本科に昇格した際に教授となった。戦後は、昭和23年（1948年）日本芸術院会員、昭和31年（1956年）人間国宝、その翌年には文化勲章並びに文化功労者と栄典に輝いた。昭和38年（1963年）長男に五代目を譲って自らは吉住慈恭と改名した。墓所は港区西福寺。
作曲に『鳥羽の恋塚』『醍醐の花見』『新平家物語」など。また二代目浄観との合作に『紀文大尽』『神田祭』『都風流』などがある。その唄はCD12枚組の『四世吉住小三郎全集』（コロムビアミュージックエンタテインメント、2007年）などで聴くことができる。著書に『芸の心』（毎日新聞社、1971年）。